# Вольфганг Руст
Вольфганг Готтфрід Йоахім Руст (нім. Wolfgang Gottfried Joachim Rust; 15 вересня 1919, Грайфсвальд — 15 грудня 2007, Брауншвейг) — німецький офіцер, доктор права, майор вермахту. Кавалер Лицарського хреста Залізного хреста з дубовим листям.

## Біографія
2 листопада 1937 року вступив в 1-ту роту 11-го піхотного полку, з 1940 року — командир взводу. Учасник Польської і Французької кампаній, а також Німецько-радянської війни. В 1942 році — командир 13-ї роти 11-го моторизованого полку 9-ї танкової дивізії. Відзначився у боях між Ржевом та Невелем. З травня 1943 року — командир 10-ї роти, з 10 серпня 1943 року — 3-го батальйону свого полку. З 1 листопада 1943 року — полковий ад'ютант. З лютого 1944 року — командир 2-го батальйону свого полку, з яким брав участь в оборонних боях під Вітебськом, а потім — у Східній Пруссії. З квітня 1945 року — командир 28-го моторизованого полку, з яким діяв у Богемії. 10 травня 1945 року взятий в полон радянськими військами. В 1945 році втік з полону.

## Нагороди
- Залізний хрест
  - 2-го класу (18 липня 1941)
  - 1-го класу (9 березня 1942)
- Штурмовий піхотний знак в сріблі
- Медаль «За зимову кампанію на Сході 1941/42»
- Німецький хрест в золоті (8 грудня 1942)
- Почесна застібка (5 грудня 1943)
- Лицарський хрест Залізного хреста з дубовим листям
  - лицарський хрест (24 червня 1944)
  - дубове листя (№771; 11 березня 1945)
- 2 нарукавні знаки «За знищений танк»
- Нагрудний знак ближнього бою в бронзі
- Нагрудний знак «За поранення» в сріблі